# Wiesław Budzik
Wiesław Budzik (ur. 4 grudnia 1920 r. w Łękawicy, zm. 21 października 1946 r. w Krakowie) – żołnierz podziemia antykomunistycznego, ps. "Roland", członek NZW, podkomendny Tadeusza Gajdy ps. "Tarzan", zamordowany przez komunistów.

## Życiorys
Syn oficera Wojska Polskiego Józefa Budzika oraz Marii z domu Sand. Brat Kazimierza Budzika. Ukończył szkołę powszechną w Tarnowie, a następnie pobierał nauki w gimnazjum. Od 1937 r. uczył się w Korpusie Kadetów w Rawiczu. Naukę tę ukończył złożeniem egzaminu maturalnego w 1939 r. Niedługo potem wybuchła wojna. Uciekł na Kresy skąd wrócił w październiku.
Następnie pracował na roli, a także przez krótki czas w fabryce samolotów w Mielcu. W tym czasie współpracował również z ZWZ. Jednak niedługo został aresztowany przez gestapo. Był więziony w Tarnowie oraz obozach KL Gross-Rosen i Hersbruck, który był wówczas podobozem niemieckiego obozu koncentracyjnego KL Flossenbürg. Został uwolniony wraz z kolumną więźniów wiosną 1945 r. przez wojska amerykańskie.
Po powrocie do Łękawicy nawiązał współpracę z NZW oraz kpt. Tadeuszem Gajdą ps. "Tarzan", którego poznał w rodzinnej miejscowości. Brał udział w rekwizycjach prowadzonych przez żołnierzy podziemia niepodległościowego oraz wykonał wyrok śmierci na żołnierzu podejrzanym o współpracę z UB. Było to w maju 1946 roku.
Niedługo potem, 4 sierpnia 1946 r. został aresztowany w okolicy Łękawicy.
Był przesłuchiwany i torturowany w Powiatowym Urzędzie Bezpieczeństwa Publicznego. Powieszono go za ręce wykręcone do tyłu i przypalano mu polane benzyną nogi. W tym czasie szefem UB w Tarnowie był sadystyczny sowiecki doradca żydowskiego pochodzenia Lew Sobolew znany z brutalnych metod torturowania polskich żołnierzy podziemia antykomunistycznego.
W wyniku śledztwa Wiesław Budzik przyznał się do znajomości z Tadeuszem Gajdą ps. "Tarzan" co wywołało falę aresztowań żołnierzy PAS, WiN oraz struktur terytorialnych. Informacje o metodach śledczych stosowanych w tarnowskiej katowni UB zostały przekazane do struktur WiN przez wywiadowcę umieszczonego w PUBP Zygmunta Wójcika ps. "Korkociąg". Lew Sobolew został zastrzelony przez żołnierzy WiN 10 września 1946 r. Zamachowcami byli Mieczysław Cielocha, ps. "Sprytny" i Stanisław Zaucha, ps. "Olsza".
Natomiast Wiesław Budzik został skazany na śmierć, utratę praw publicznych na zawsze i przepadek mienia 27 września 1946 r. przez Wojskowy Sąd Rejonowy w Krakowie (na sesji wyjazdowej w Tarnowie) pod przewodnictwem kpt. Mariana Piękosza z udziałem asesora WSR por. Ludwika Kiełtyki.
Wyrok wykonano 21 października 1946 r. w Krakowie przy ulicy Montelupich. Tydzień wcześniej stracony został kpt. Tadeusz Gajda ps. "Tarzan". 
Szczątki obydwu zostały odnalezione dopiero w 2017 r. na Cmentarzu Rakowickim w Krakowie w wyniku prac poszukiwawczych prowadzonych przez IPN. O identyfikacji poinformowano publicznie 4 października 2018 roku.

## Upamiętnienie
29 sierpnia 2019 r. w Łękawicy odbyły się oficjalne, państwowe uroczystości pogrzebowe Wiesława Budzika ps. "Roland". Jego szczątki zostały pochowane w rodzinnym grobowcu na cmentarzu parafialnym.
Dla upamiętnienia Wiesława Budzika ps. "Roland" i Tadeusza Gajdy ps. "Tarzan" Instytut Pamięci Narodowej wydał, poświęconą im w całości, broszurę edukacyjną.